# Baraeus taeniolatus
Baraeus taeniolatus är en skalbaggsart som först beskrevs av Louis Alexandre Auguste Chevrolat 1857.  Baraeus taeniolatus ingår i släktet Baraeus och familjen långhorningar.
Artens utbredningsområde är:
- Nigeria.
- Sierra Leone.

Inga underarter finns listade.